# Konrad IV. (Cammin)
Konrad IV. († 1324) war ein römisch-katholischer Geistlicher, von 1317 bis zu seinem Tod Bischof von Cammin in Pommern.
Konrad war Domdekan des Camminer Domkapitels. Nach dem Tod des Bischofs Heinrich von Wacholz wählte das Domkapitel ihn zu seinem Nachfolger. Am 30. Dezember 1317 wurde Konrad IV. erstmals als Elekt, also als gewählter, noch nicht geweihter Bischof, urkundlich genannt. Konrad IV. begab sich nach Avignon, wo damals der Papst residierte (siehe Avignonesisches Papsttum), wurde durch Papst Johannes XXII. bestätigt und erhielt die Bischofsweihe durch den Kardinalbischof von Porto. Im Februar 1319 war er wieder in seinem Bistum, wie eine überlieferte Urkunde belegt. 
Während der Amtszeit Konrads IV. war die Verbindung zwischen dem Bischof von Cammin und den pommerschen Herzögen eng. Im Jahre 1320 trugen die Herzöge Wartislaw IV. von Pommern-Wolgast und Otto I. von Pommern-Stettin ihre Länder dem Bistum symbolisch zu Lehen auf, 1321 nahmen sie das Bistum unter ihren Schutz. Vor allem aber konnte Bischof Konrad IV. im Jahre 1321 Stadt und Land Cammin von den Herzögen kaufen. 
Das Verhältnis zum benachbarten Erzbistum Gnesen blieb angespannt: Nachdem 1317 die Lande Schlawe und Stolp an das Herzogtum Pommern gekommen waren, hatte das Bistum Cammin in diesen Landen die kirchliche Autorität übernommen und das Erzbistum Gnesen verdrängt. Gegen einen möglichen Angriff aus Polen schloss Bischof Konrad IV. im Jahre 1320 ein Bündnis mit Herzog Wartislaw IV. und dem Deutschordensstaat. 
Bischof Konrad IV. ist im Jahre 1324 gestorben. Nach seinem Tod ernannte der Papst am 14. November 1324 Arnold von Eltz zum neuen Bischof. Dieser konnte sein Amt aber nur unter Schwierigkeiten antreten, da das Camminer Domkapitel eigene Kandidaten hatte, wohl zunächst den Domdekan Johannes Hacke, der später Bischof von Verden wurde, und dann Ludwig von Henneberg. 